# Cofradía de la Santa Vera Cruz de Nájera
La Real Cofradía de la Santa Vera Cruz es actualmente la única cofradía de la Semana Santa de Nájera, está formada actualmente por 144 cofrades siendo estos tanto hombres como mujeres.
Esta cofradía se funda a principios del siglo XVI , concretamente en 1533, en el Real Monasterio de Santa María la Real de Nájera,  siendo por tanto la segunda más antigua de las cofradías existentes en La Rioja, siendo la primera la de San Vicente de la Sonsierra. 
Se funda para conmemorar la Pasión de Cristo y que los cofrades de la misma adopten unas reglas de vida estrictas a la moral cristiana, para ello en sus inicios esta cofradía realiza ritos de disciplina de sangre, es decir penitencias a través de flagelaciones como ocurre todavía en San Vicente de la Sonsierra. Esto es una práctica generalizada a principios del XVI ya que las procesiones de Semana Santa se realizan sin pasos procesionales, únicamente se acompañaba a través de un recorrido a los penitentes. 
Además la importancia de esta cofradía en el siglo XVI hizo que su Regla (normas por las que se regían los cofrades) sirviese de modelo para las cofradías que se fueron fundando a partir de este momento en la zona. La importancia fue tal que en la Diócesis de Calahorra se dividieron las cofradías en las que se regían por el modelo de Nájera  y en las que se regían por el modelo de Logroño, abarcando este último a las cofradías de la Rioja Media y Baja.
A finales del siglo XVIII se prohíbe la disciplina de sangre y esta cofradía se transforma hacia un modelo de cofradía procesional como el que conocemos actualmente. Durante un tiempo cae en desuso, hasta que en 1980 por iniciativa del párroco del momento y algunos fieles se refunda la cofradía aunque cambiando su sede canónica a la iglesia de Santa Cruz.
Desde entonces viene realizando las procesiones de  Jueves Santo y el Viernes Santo, a las 9:00 de la noche, y la procesión del encuentro del Domingo de Resurrección.